# Cobi Jones
Cobi Jones (* 16. června 1970) je bývalý americký fotbalový záložník, naposledy hrající za americký klub Los Angeles Galaxy. Zúčastnil se fotbalového MS 1994, 1998 a 2002 a Konfederačního poháru FIFA 1999. Zároveň je rekordmanem v počtu odehraných zápasů za reprezentační tým USA.
Po ukončení fotbalové kariéry pokračoval u Los Angeles Galaxy jako asistent trenéra (2008-2011), přičemž po odvolání trenéra Ruuda Gullita v srpnu 2008 vedl před nástupem Bruce Areny v jednom zápase tým jako hlavní trenér. Od ledna 2011 pracuje jako fotbalový vedoucí (Soccer-Supervisor) u týmu New York Cosmos.